# Theresienwiese (métro de Munich)
Theresienwiese (en allemand : U-Bahnhof Theresienwiese) est une station de la section commune aux lignes U4 et  U5 du métro de Munich. Elle est située dans le secteur Ludwigsvorstadt-Isarvorstadt de Munich en Allemagne. Elle dessert notamment, avec un accès spécifique la Theresienwiese.
Mise en service en 1984, elle est desservie par les rames de la ligne U5, et par les rames de la ligne U4 dont elle est le terminus en heure de pointe. 

## Situation sur le réseau

Plan du métro (2020).

Établie en souterrain, Theresienwiese est une station de passage du tronc commun à la ligne U4 et la ligne U5 du métro de Munich. Elle est située entre la station Schwanthalerhöhe, en direction des terminus : Westendstraße (U4) ou Laimer Platz (U5), et la station Munich-Hauptbahnhof, en direction des terminus : Arabellapark (U4) et Neuperlach Süd (U5).
Elle dispose d'un quai central encadré par les deux voies de la ligne du tronc commun U4 et U5. 

## Histoire
La station Theresienwiese est mise en service le 10 mars 1984, lors de l'ouverture à l'exploitation de la section de Westendstraße à Karlsplatz. Elle est réalisée par l'architecte Alexander Freiherr von Branc

## Services aux voyageurs

### Accès et accueil
La station dispose, au sud vers le Theresienwiese d'un grand accès directe, au centre d'un accès en ascenseur pour l'accessibilité des personnes à la mobilité réduite et au nord-est, près de la St.-Pauls-Platz deux accès équipés d'escaliers mécaniques. 

Installations
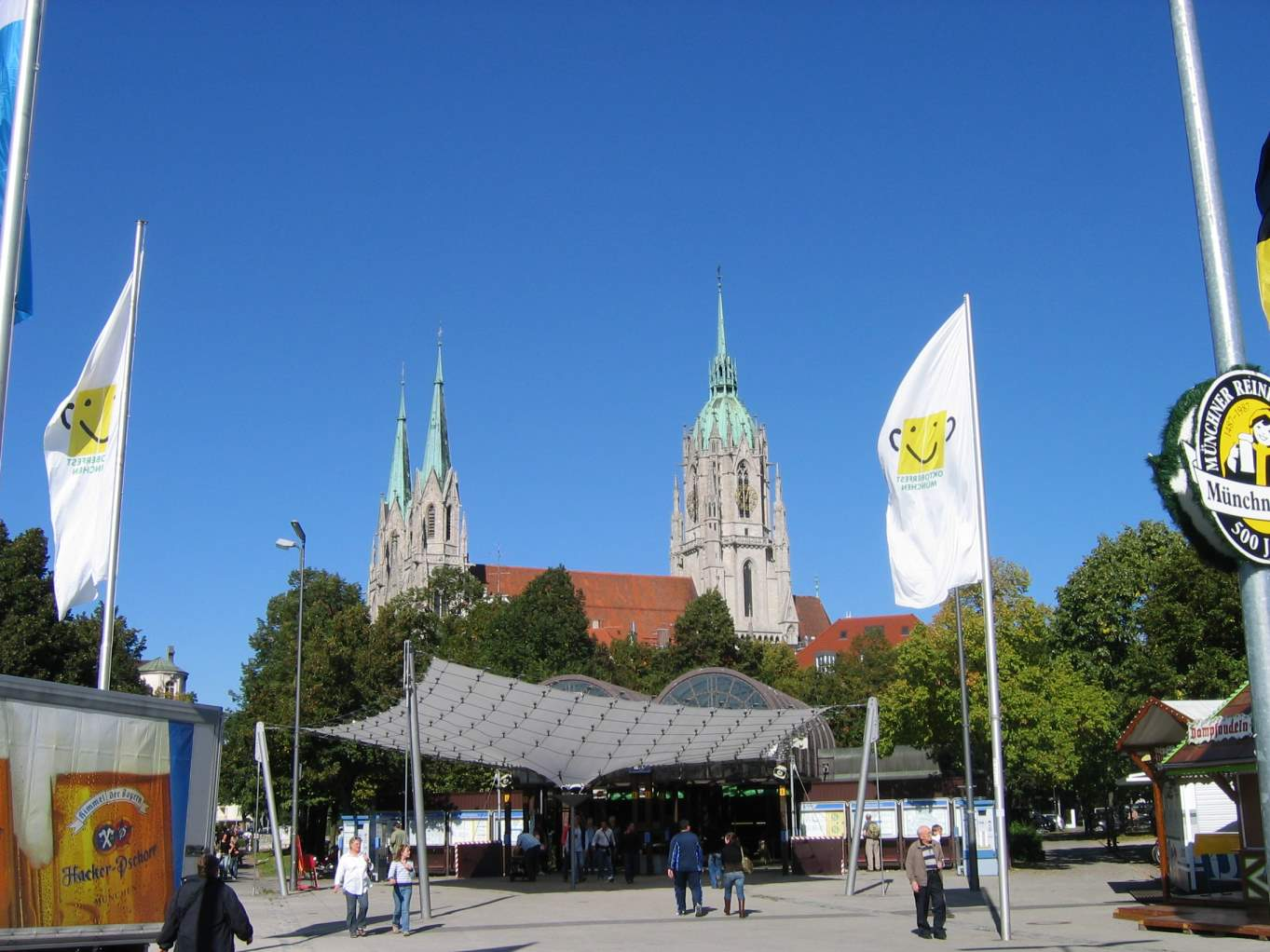
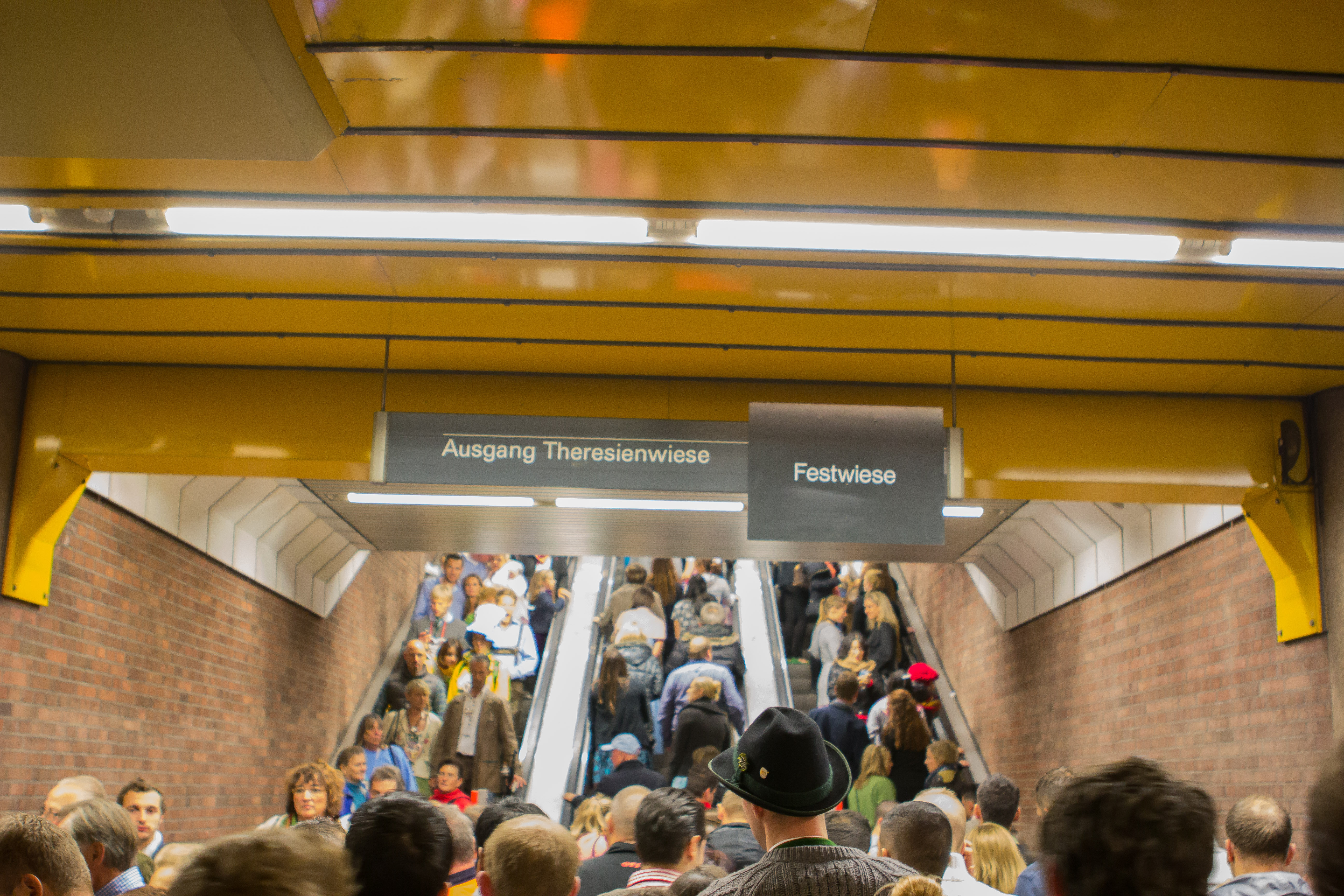
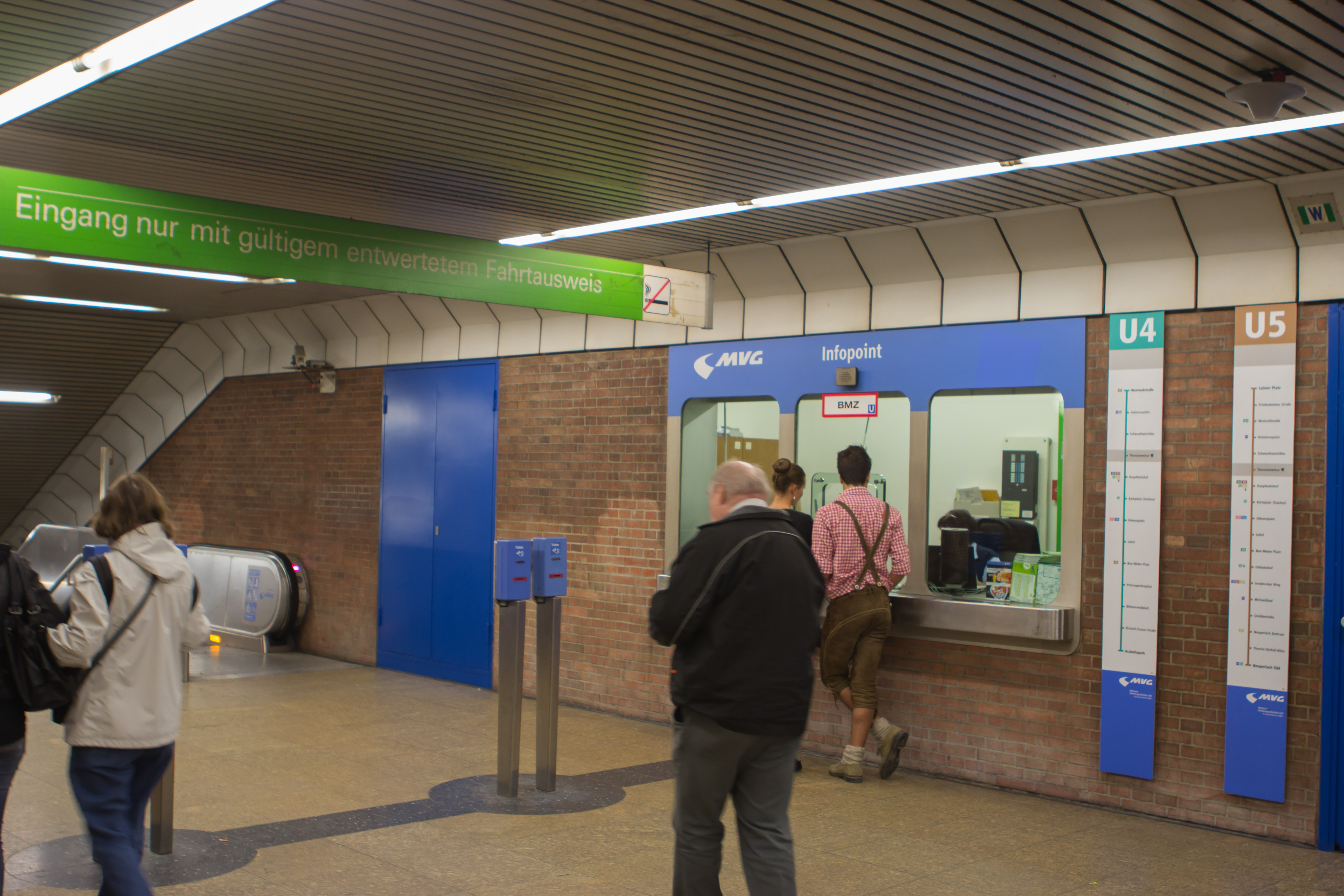

### Desserte
Theresienwiese est desservie alternativement par toutes les rames de la ligne U5 et, toutes les rames de la ligne U4, dont elle est le terminus de la ligne U4 aux heures de pointe.

Installations et desserte
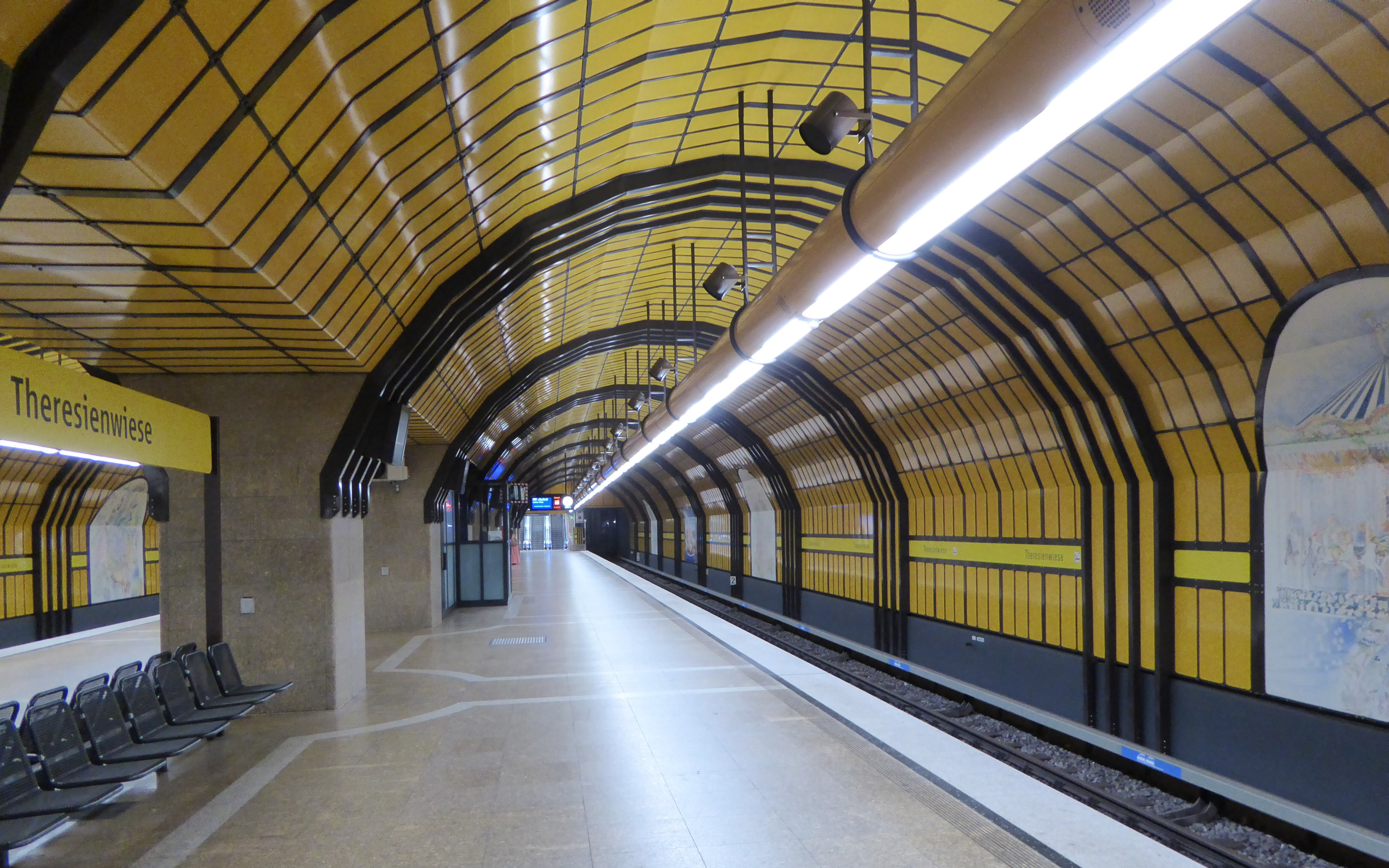
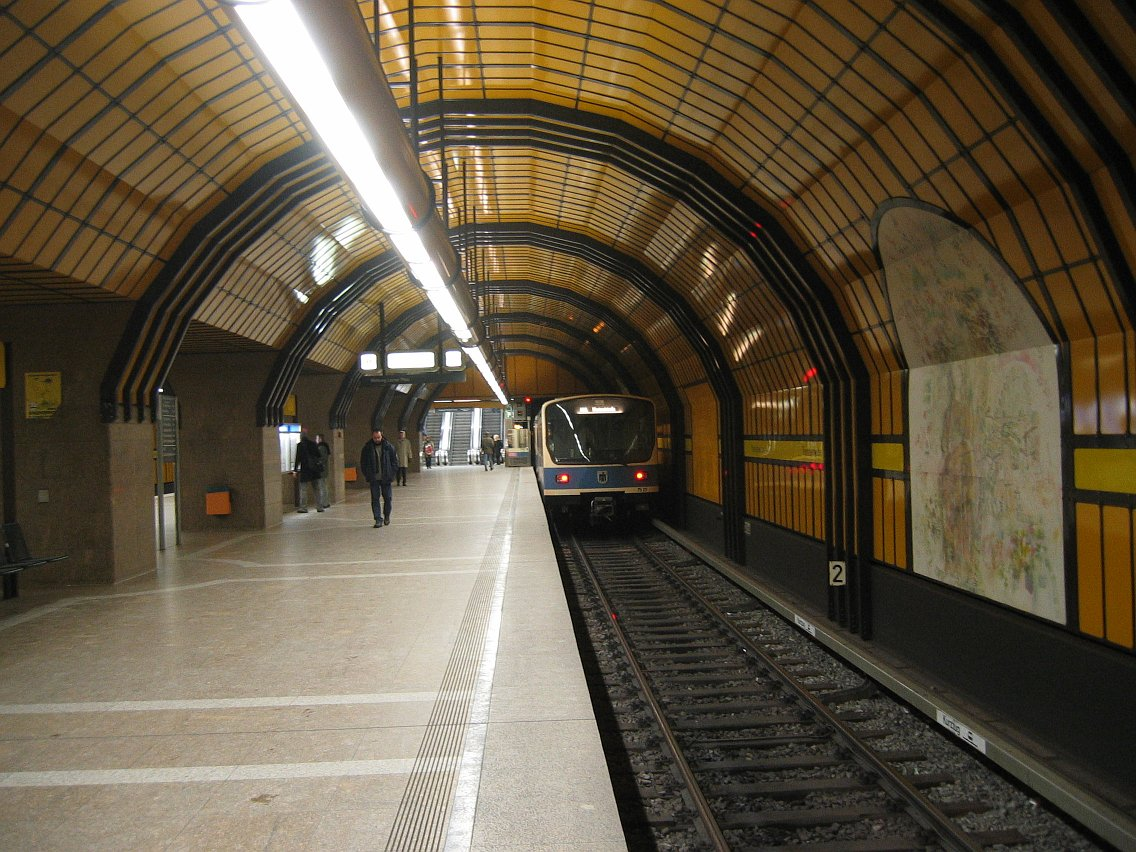
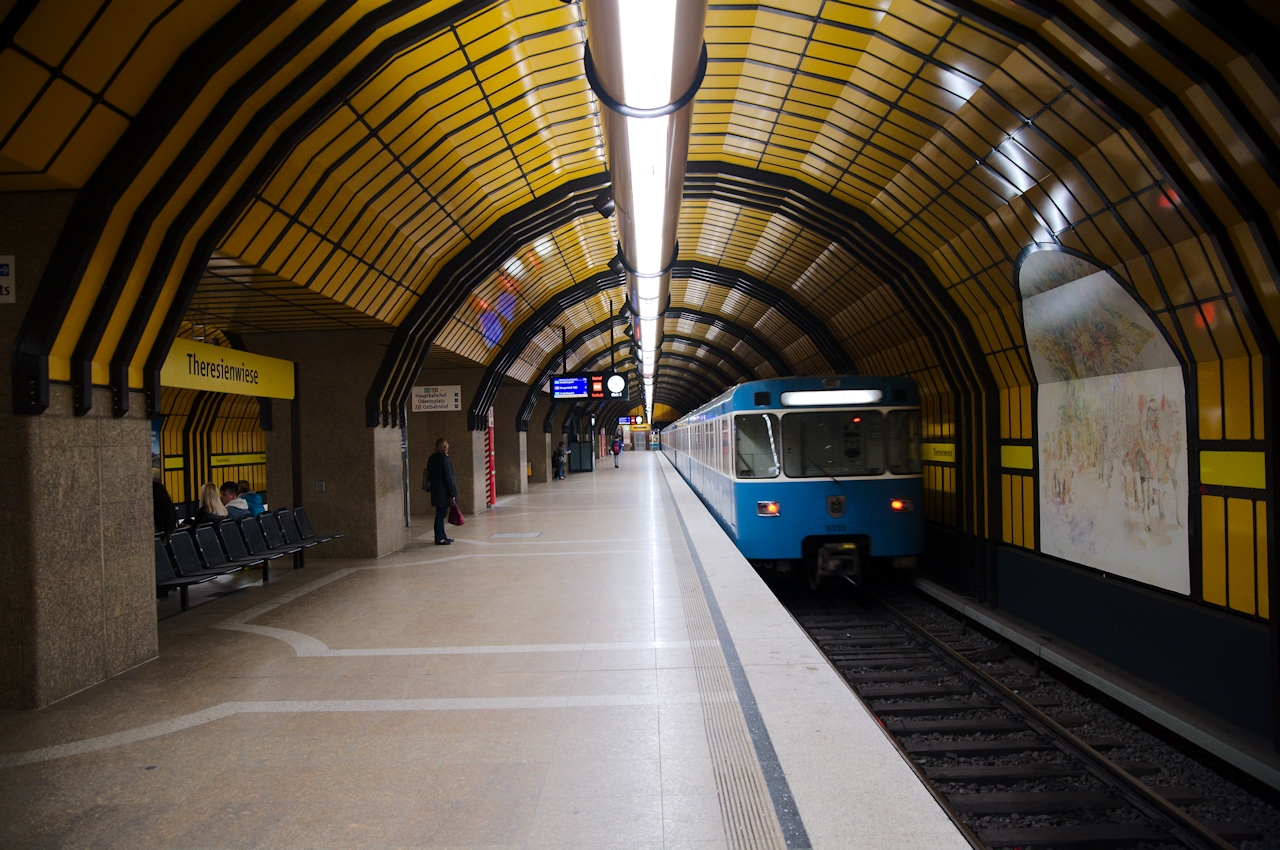

### Intermodalité
À proximité des arrêts de bus urbains sont desservis par les lignes 18, 19, 29 et N19.

## À proximité
- Theresienwiese